# 格魯喬眼鏡

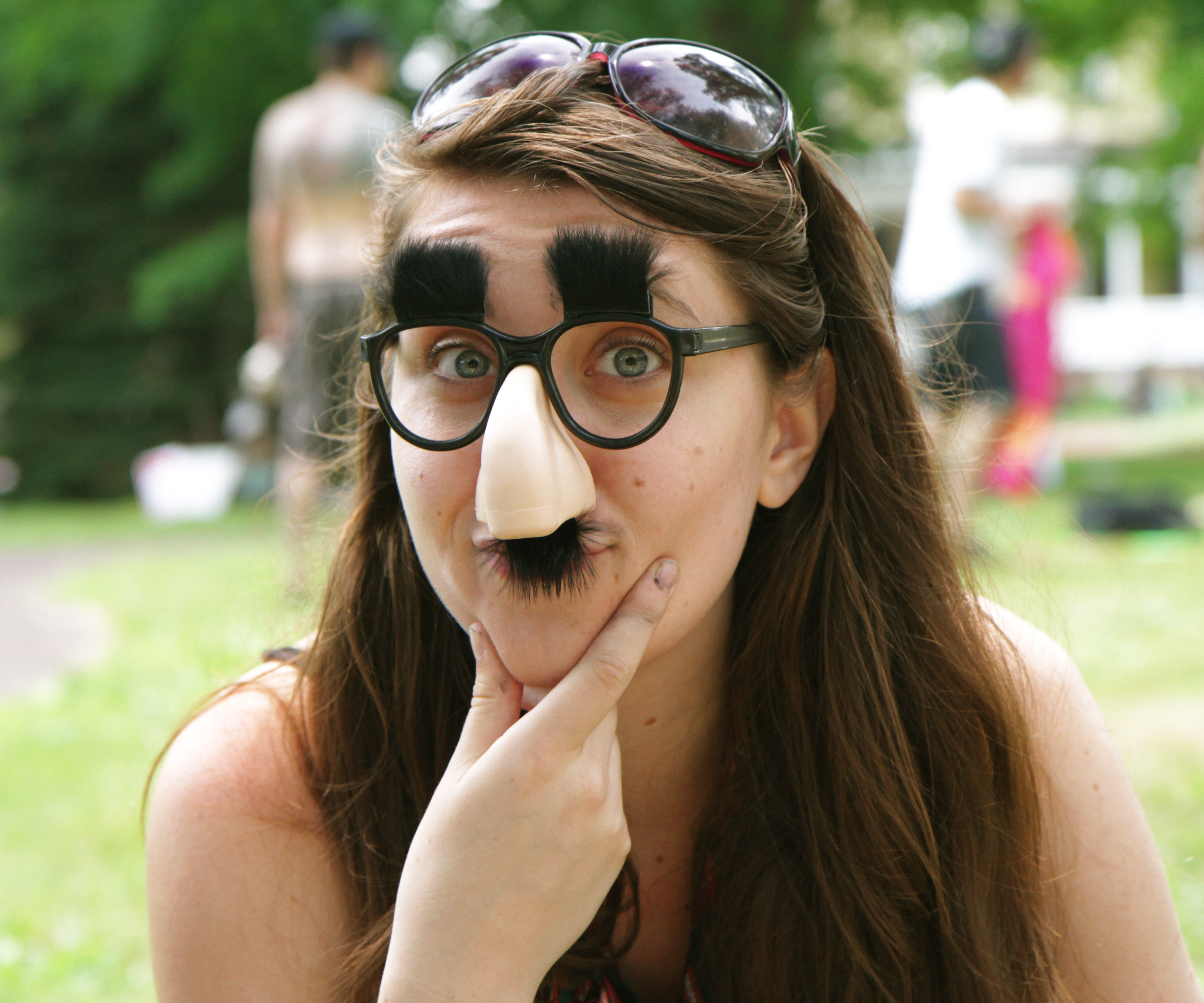
一個女人戴著一副格魯喬眼鏡

格魯喬眼鏡（英語：Groucho glasses，也稱為）是一種幽默喬裝，是喜劇演員格魯喬·馬克思在電影和歌舞雜耍表演中使用的舞台化妝諷刺形象。其通常由沒有鏡片的黑色鏡框（圓框或角框）、濃密的眉毛、大塑膠鼻子、濃密的八字鬍等特徵，有時還帶有塑膠雪茄。
格魯喬眼鏡被認為是世界上最具標誌性、使用最廣泛的新奇物品之一，早在20世紀40年代就已在市場上銷售，世界各地的人們一眼就能認出來。這副眼鏡經常被用作滑稽劇的符號，並在偽裝臉（🥸）顏文字中體現出來。